# فرودگاه صحرایی دوچرا
فرودگاه صحرایی دوچرا (به انگلیسی: Dochra Airfield) یک فرودگاه نظامی است . این فرودگاه در کشور استرالیا قرار دارد و در ارتفاع ۶۱ متری از سطح دریا واقع شده‌است.